# Parafia Świętych Erazma i Pankracego w Jeleniej Górze
Parafia Świętych Erazma i Pankracego – najstarsza parafia w Jeleniej Górze, licząca 16 tys. wiernych. Jest siedzibą dekanatu Jelenia Góra Zachód. Należy do niej kościół pw. świętych Erazma i Pankracego, od 15 maja 2011 bazylika mniejsza, oraz kaplica pw. świętej Anny.

## Historia
Historia kościoła pw. Erazma i Pankracego sięga początków miasta. W 1303 roku uległ pożarowi. Podczas panowania Henryka Jaworskiego świątynię przebudowano (1304-1346). Dzisiejszą postać przyjął po roku 1549. Po następnym pożarze kościół przejęli ewangelicy. Kościół ten stał się jednak z powrotem świątynią katolicką. Wydarzenie to zostało upamiętnione zbudowaniem pomnika Najświętszej Maryi Panny. Podczas rekatolizacji kościoła przez jezuitów zmieniono wystrój gotyckiej świątyni na barokowy.
23 grudnia 2010 papież Benedykt XVI wyniósł świątynię do rangi bazyliki mniejszej diecezji legnickiej.

## Proboszczowie

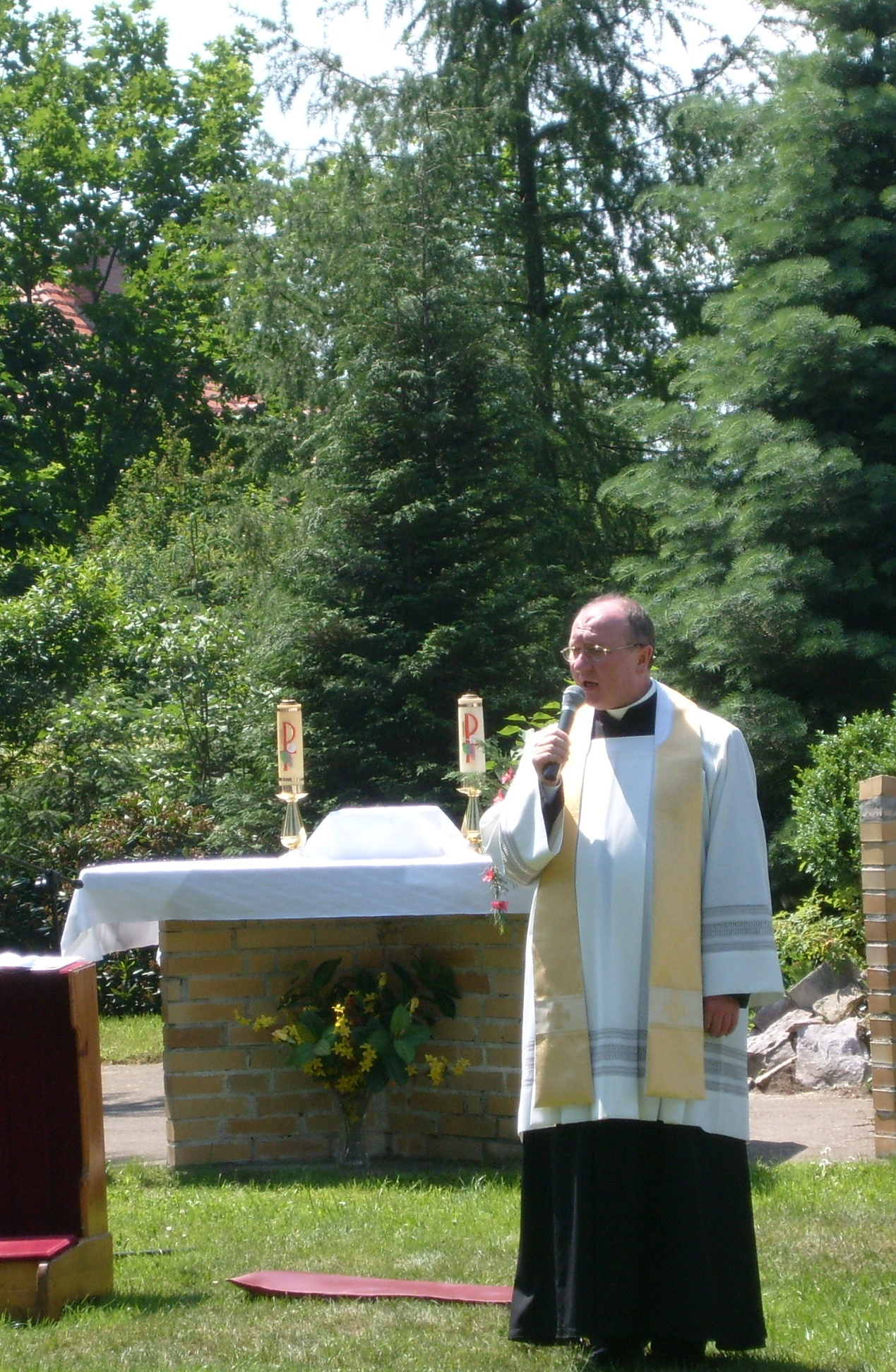
Proboszcz ks. Bogdan Żygadło

- ksiądz kanonik Bogdan Żygadło[2] (2006– )[3]

## Wspólnoty
Na terenie parafii działa:
- Liturgiczna Służba Ołtarza
- Wspólnota teatralno-ewangelizacyjna "Effata"
- Schola "Soltanto Tu"
- Chór parafialny
- Wspólnota Młodzieży Katolickiej
- Grupa modlitewna św.Teresy Benedykty od Krzyża
- Duszpasterstwo głuchoniemych
- Redakcja gazetki parafialnej "Wspólnota"
- Grupa Charytatywna
- Bractwo Adoracyjne
- Rodzina Franciszkańska
- Wspólnota Żywego Różańca
- Stowarzyszenie Rodzin Katolickich
- Świetlica dla dzieci
- Towarzystwo Przyjaciół WSD

## Statystyki
W parafii pw. Świętych Erazma i Pankracego mieszka 16 000 wiernych, ale aktywnie uczestniczących i korzystających z sakramentów świętych jest około 2 tysięcy. Na jej terenie znajduje się 5 przedszkoli, 2 szkoły podstawowe, 2 gimnazja, 3 szkoły średnie, 2 cmentarze, 1 klasztor (sióstr Marii Magdaleny od Pokuty).